# سیارک ۲۰۳۰۲
سیارک ۲۰۳۰۲ (به انگلیسی: 20302 Kevinwang، نامگذاری:1998FW100) بیست هزار و سیصد و دومین سیارک کشف شده‌است که در ۳۱ مارس ۱۹۹۸ کشف شد.
قدر مطلق سیارک برابر ۱۴.۸ است.